# Vietnam en los Juegos Olímpicos de México 1968
Vietnam estuvo representado en los Juegos Olímpicos de México 1968 por nueve deportistas, siete hombres y dos mujeres, que compitieron en cinco deportes.
El equipo olímpico vietnamita no obtuvo ninguna medalla en estos Juegos.